# Präsidentschafts- und Parlamentswahl in Ecuador 1992
Die Präsidentschafts- und Parlamentswahl in Ecuador 1992 fand am 17. Mai statt. Bei ihr wurden der Präsident der Republik, die Vizepräsident und die Mitglieder des Nationalkongresses gewählt.
Die Stichwahl der Präsidentschaftswahl fand am 5. Juli statt.

## Ergebnis

### Präsidentschaftswahl
| Kandidaten                                                   | Kandidaten            | Parteien                                       | 1. Wahlgang | 1. Wahlgang | 2. Wahlgang | 2. Wahlgang |
| Kandidaten                                                   | Kandidaten            | Parteien                                       | Stimmen     | %           | Stimmen     | %           |
| ------------------------------------------------------------ | --------------------- | ---------------------------------------------- | ----------- | ----------- | ----------- | ----------- |
|                                                              | Sixto Durán Ballén    | Partido Unidad Republicana                     | 1.089.138   | 31,9        | 2.150.212   | 58,0        |
|                                                              | Jaime Nebot           | Partido Social Cristiano                       | 855.177     | 25,0        | 1.557.666   | 42,0        |
|                                                              | Abdalá Bucaram        | Partido Roldosista Ecuatoriano                 | 750.439     | 22,0        |             |             |
|                                                              | Raúl Baca Carbo       | Izquierda Democrática                          | 288.628     | 8,4         |             |             |
|                                                              | Frank Vargas Pazzos   | Acción Popular Revolucionaria Ecuatoriana      | 107.808     | 3,2         |             |             |
|                                                              | León Roldós           | Partido Socialista Ecuatoriano                 | 88.250      | 2,6         |             |             |
|                                                              | Fausto Moreno         | Movimiento Popular Democrático                 | 65.510      | 1,9         |             |             |
|                                                              | Vladimiro Álvarez     | Democracia Popular – Unión Demócrata Cristiana | 64.561      | 1,9         |             |             |
|                                                              | Averroes Bucaram      | Concentración de Fuerzas Populares             | 46.770      | 1,4         |             |             |
|                                                              | Bolívar Chiriboga     | Partido Liberal Radical Ecuatoriano            | 32.820      | 1,0         |             |             |
|                                                              | Gustavo Iturralde     | Frente Amplio de Izquierda                     | 15.771      | 0,5         |             |             |
|                                                              | Bolívar González      | Partido Assad Bucaram                          | 11.965      | 0,4         |             |             |
| Gesamt                                                       | Gesamt                | Gesamt                                         | 3.416.837   | 100         | 3.707.878   | 100         |
|                                                              |                       |                                                |             |             |             |             |
| Leere Stimmzettel                                            | Leere Stimmzettel     | Leere Stimmzettel                              | 238.319     | 5,9         | 47.782      | 1,2         |
| Ungültige Stimmzettel                                        | Ungültige Stimmzettel | Ungültige Stimmzettel                          | 405.201     | 10,0        | 352.411     | 8,6         |
| Wähler                                                       | Wähler                | Wähler                                         | 4.060.357   | 71,1        | 4.108.071   | 71,9        |
| Wahlberechtigte                                              | Wahlberechtigte       | Wahlberechtigte                                | 5.710.363   |             | 5.710.363   |             |
|                                                              |                       |                                                |             |             |             |             |
| Quelle: CNE, Elecciones presidenciales del Ecuador 1948–2017 |                       |                                                |             |             |             |             |

### Parlamentswahl
| Listen                                         | Stimmen   | %    | Mandate |
| ---------------------------------------------- | --------- | ---- | ------- |
| Partido Social Cristiano                       | 753.452   | 23,4 | 20      |
| Partido Unidad Republicana                     | 575.801   | 17,9 | 12      |
| Partido Roldosista Ecuatoriano                 | 486.498   | 15,1 | 16      |
| Izquierda Democrática                          | 313.415   | 9,7  | 8       |
| Partido Conservador Ecuatoriano                | 193.654   | 6,0  | 5       |
| Movimiento Popular Democrático                 | 191.870   | 6,0  | 3       |
| Democracia Popular – Unión Demócrata Cristiana | 171.073   | 5,3  | 6       |
| Partido Socialista Ecuatoriano                 | 130.558   | 4,1  | 2       |
| Concentración de Fuerzas Populares             | 120.607   | 3,7  | 1       |
| Frente Radical Alfarista                       | 109.419   | 3,4  | 1       |
| Acción Popular Revolucionaria Ecuatoriana      | 48.833    | 1,5  | –       |
| Partido Liberal Radical Ecuatoriano            | 45.982    | 1,4  | 2       |
| Frente Amplio de Izquierda                     | 30.541    | 0,9  | –       |
| Partido Liberación Nacional                    | 28.888    | 0,9  | 1       |
| Pueblo, Cambio y Democracia                    | 20.773    | 0,6  | –       |
| Gesamt                                         | 3.221.364 | 100  | 77      |
|                                                |           |      |         |
| Leere Stimmzettel                              | 437.280   | 10,8 |         |
| Ungültige Stimmzettel                          | 398.472   | 9,8  |         |
| Wähler                                         | 4.057.116 | 71,0 |         |
| Wahlberechtigte                                | 5.710.363 |      |         |
|                                                |           |      |         |
| Quellen: John Polga-Hecimovich                 |           |      |         |